# Григор Чешмеджиев
Григор Иванов Чешмеджиев е български политик, журналист, адвокат и писател. Той е един от лидерите на Българската работническа социалдемократическа партия (БРСДП) през първата половина на 20 век.

## Биография

### Ранен живот и образование
Григор Чешмеджиев е роден на 16 март (4 март стар стил) 1879 г. в град Пещера, Източна Румелия. Завършва гимназия в Пловдив през 1899 г. и право в Софийския университет „Свети Климент Охридски“ през 1903 г.

### Професионална и политическа кариера
Още от младежка възраст се включва в социалистическото движение и през 1899 г. е сред основателите на организацията на БРСДП в Пещера. Григор Чешмеджиев участва в ръководството на Българския учителски съюз (БУС) между 1907 и 1908 г., а от 1908 г. е адвокат в София. Той взима участие в Балканските войни и Първата световна война като запасен офицер.
След войните Чешмеджиев влиза в ръководството на БРСДП. Той подкрепя Деветоюнския преврат през 1923 г. и съставеното след него правителство с участието на социалдемократите.
По време на Втората световна война БРСДП се сближава с Българската комунистическа партия (БКП) и другите леви сили и Григор Чешмеджиев е представител на своята партия в образувания Отечествен фронт. След Деветосептемврийския преврат от 1944 г. той се включва в правителството на Кимон Георгиев като министър на социалната политика. Тази позиция го превръща и във водещата фигура в БРСДП през следващите месеци. През лятото на 1945 г. напуска кабинета, след като БРСДП преминава в опозиция.

## Памет
На Григор Чешмеджиев е наречена улица в квартал „Манастирски ливади“ в София (Карта).